# 10095 Carlloewe
10095 Carlloewe este un asteroid din centura principală de asteroizi.

## Descriere
10095 Carlloewe este un asteroid din centura principală de asteroizi. A fost descoperit pe 9 septembrie 1991 la Tautenburg de Freimut Börngen și Lutz Dieter Schmadel. Asteroidul prezintă o orbită caracterizată de o semiaxă mare de 3,00 ua, o excentricitate de 0,05 și o înclinație de 9,4° în raport cu ecliptica.